# Metrodora pygmaeus
Metrodora pygmaeus is een rechtvleugelig insect uit de familie doornsprinkhanen (Tetrigidae). De wetenschappelijke naam van deze soort is voor het eerst geldig gepubliceerd in 1937 door Roberts.